# Tadó
Tadó is een gemeente in het Colombiaanse departement Chocó. De gemeente telt 15.962 inwoners (2005).
De plaats is de co-zetel van het rooms-katholieke bisdom Istmina-Tadó.

## Geboren
- Deiver Machado (1993), voetballer

Acandí · Alto Baudo · Atrato · Bagadó · Bahía Solano · Bajo Baudó · Bojayá · Cértegui · Condoto · El Cantón del San Pablo · El Carmen de Atrato · El Carmen del Darién · Istmina · Juradó · Litoral del San Juan · Lloró · Medio Atrato · Medio Baudó · Medio San Juan · Nóvita · Nuquí · Quibdó · Río Iró · Río Quito · Riosucio · San José del Palmar · Sipí · Tadó · Unguía · Unión Panamericana